# Mañana (película de 2015)
Mañana (en francés, Demain) es un documental francés de 2015 dirigido por Cyril Dion y Mélanie Laurent. Frente a un futuro en el que los científicos afirman que hay motivos para preocuparse, la película intenta no mostrarlo como una catástrofe. Con optimismo, identifica diferentes iniciativas que han probado en diez países diferentes alrededor del mundo: ejemplos concretos de soluciones a los retos ambientales y sociales del siglo XXI, ya sea agricultura, energía, economía, educación y gobernanza.
Mañana superó el millón de ventas en Francia. Ganó en 2016 un César a la mejor película-documental y fue distribuida en 27 países.[cita requerida]

## Descripción
El largometraje está organizado en cinco capítulos: 
- Agricultura (comida)
- Energía
- Economía
- Democracia
- Educación

## Producción

### Fondos
La producción del equipo de Mañana se quedaron cortos en fondos. El 27 de mayo de 2014, decidieron lanzar actividades en micromecenazgo a través de la plataforma de internet KissKissBankBank con el objetivo de reunir 200,000 euros para financiar la película y el alquiler de los equipos de rodaje. Dos meses después, el 26 de julio, el equipo consiguió 444,390 euros -más de una cuarta parte del presupuesto de la película- con la ayuda de 10,266 contribuidores. 

### Contribuidores
Se presentan iniciativas en Francia (incluyendo la isla de Reunión), Finlandia, Dinamarca, Bélgica, India, Reino Unido, Estados Unidos, Suiza, Suecia e Islandia. La siguiente lista muestra las personas que aparecieron en el film: 
- Cyril Dion (director)
- Mélanie Laurent (director)
- Pierre Rabhi (escritor y activista medioambiental)
- Vandana Shiva (escritora y activista medioambiental)
- Jeremy Rifkin
- Anthony Barnosky (Universidad de California, Berkeley)
- Elisabeth Hadly (Universidad de Stanford)
- Éric Scotto (jefe de Akuo Energy, productora de energía renovable)
- Olivier De Schutter (United Nations Special Rapporteur)
- Emmanuel Druon
- Jan Gehl (arquitecto y planificador urbano)
- Nick Green
- Mary Clear (Incredible Edible, Todmorden)
- Perrine et Charles Hervé-Gruyer (granjeros orgánicos)
- Kari Louhivuori (Kirkkojärvi Comprehensive School de Espoo)
- Elango Rangaswamy (aldea modelo de Kuthambakkam, India)
- Rob Hopkings
- Bernard Lietaer (economista)
- Robert Reed (Recology)
- Michelle Long (Alianza Empresarial para las economías locales)
- Thierry Salomon (negawatt power)
- David Van Reybrouck

- Malik Yakini (comunidad negra de la seguridad alimenticia de Detroit)
- Hervé Dubois (WIR Bank)
- Kari Louhivuori (Kirkkojärvi Comprehensive School de Espoo)
- Elango Rangaswamy (aldea modelo de Kuthambakkam, India)
- David Van Reybrouck

## Análisis
A diferencia de otros documentales que se centran en la causa del desequilibrio medioambiental global y sus consecuencias negativas (como Le syndrome du Titanic, The Eleventh Hour, An Inconvenient Truth, That Shou Not Be: Our Children Will Accuse Us and Home). Mañana ofrece un enfoque constructivo planteando soluciones a los problemas medioambientales que enfrenta la humanidad.

## Premios y nominaciones
| Año  | Categoría        | Resultado |
| ---- | ---------------- | --------- |
| 2016 | Mejor documental | Ganadora  |

| Año  | Categoría        | Resultado |
| ---- | ---------------- | --------- |
| 2016 | Mejor documental | Nominada  |

## Impacto
Esta película es considerada por muchos franceses como el desencadenante de un nuevo tipo de compromiso con la causa de los años siguientes. El codirector Cyrel Dion ha aprovechado el éxito de la película para apoyar el mouvement Colibrís (movimiento colibrí), un grupo que quiere cambiar el estilo de vida moderno.[cita requerida]